# 悪魔の恋人
『悪魔の恋人』（あくまのこいびと、原題：Fear）は、1996年制作のアメリカ合衆国のサイコスリラー映画。ジェームズ・フォーリー監督、ブライアン・グレイザー	製作、マーク・ウォールバーグ、リース・ウィザースプーンらが出演。
日本では劇場未公開で、WOWOWでの放送タイトルは『悪魔の恋人/愛が牙をむく時』。

## あらすじ
16歳の少女ニコールは、幼い頃に両親が離婚、母親と暮らしていたが、1年ほど前から父親スティーヴンとその後妻ローラ、ローラとの間にできた幼い息子トビーと共に海辺の豪邸で暮らし始めた。しかし、ニコールは父親や新しい家族との暮らしに戸惑いを感じていた。
そんなある日、ニコールは友人に連れられて訪れたクラブでハンサムな好青年デヴィッドと知り合い、たちまちお互いに好意を寄せるようになる。だが、スティーヴンはデヴィッドの行動に違和感を抱き、交際に反対するが、すでにデヴィッドに夢中になっていたニコールは耳を貸さず、2人はますます関係を深めていく。
だがやがて、デヴィッドは狂気の本性を現し、ニコールを我が物とするため、殺人にまでも手を染めるようになる。

## キャスト
※括弧内は日本語吹替
- デヴィッド・マッコール：マーク・ウォールバーグ	（子安武人）
- ニコール・ウォーカー：リース・ウィザースプーン（岩男潤子）
- スティーヴン・ウォーカー：ウィリアム・ピーターセン（野島昭生）
- ローラ・ウォーカー：エイミー・ブレネマン（佐藤しのぶ）
- マーゴ：アリッサ・ミラノ（渡辺久美子）
- トビー・ウォーカー：クリストファー・グレイ
- ローガン：トレイシー・フレイム
- アレックス：アンドリュー・エアリー
- ハッカー：ゲイリー・ライリー
- ゲイリー：トッド・カルデコット
- テリー：ジェイソン・クリストファー

## 評価
レビュー・アグリゲーターのRotten Tomatoesでは38件のレビューで支持率は45%、平均点は5.20/10となった。Metacriticでは16件のレビューを基に加重平均値が51/100となった。

## リメイク
2019年現在、リメイクの計画が進行中である。主演はアマンドラ・ステンバーグ、脚本はジョナサン・ハーマンが執筆、オリジナル版と同じブライアン・グレイザーがプロデュースする予定。